# Coprinopsis
Genre

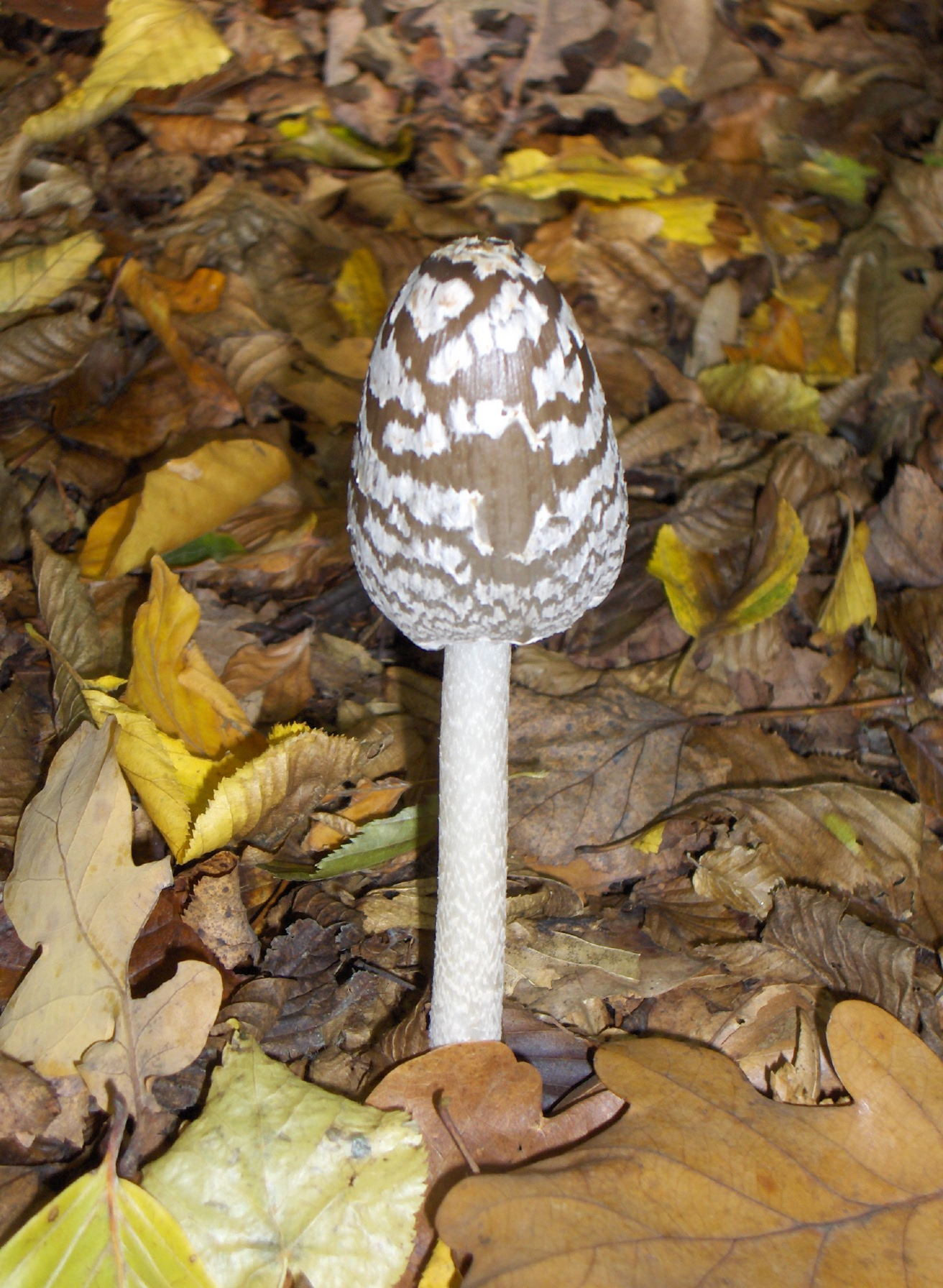
Coprinopsis picacea, organisme modèle de la recherche

Coprinopsis P. Karst. est un genre de champignons basidiomycètes de la famille des Psathyrellaceae, morphologiquement proche du genre Coprinus dont il a été séparé sur la base de données moléculaires,. 
Ce genre, qui regroupait les coprins à voile laineux ou diverticulé, s’est enrichi de plusieurs « psathyrelles » surprenantes, comme le groupe presque déliquescent de P. marcescibilis, et le très peu coprinoïde P. melanthina ! Les auteurs justifient leur regroupement par l’absence de pseudoparaphyses chez toutes les espèces du clade,.
L'espèce Coprinopsis cinerea, autrefois Coprinus cinereus, est un organisme modèle pour la formation de champignons Basidiomycètes : son génome a récemment été entièrement séquencé.

## Liste des espèces

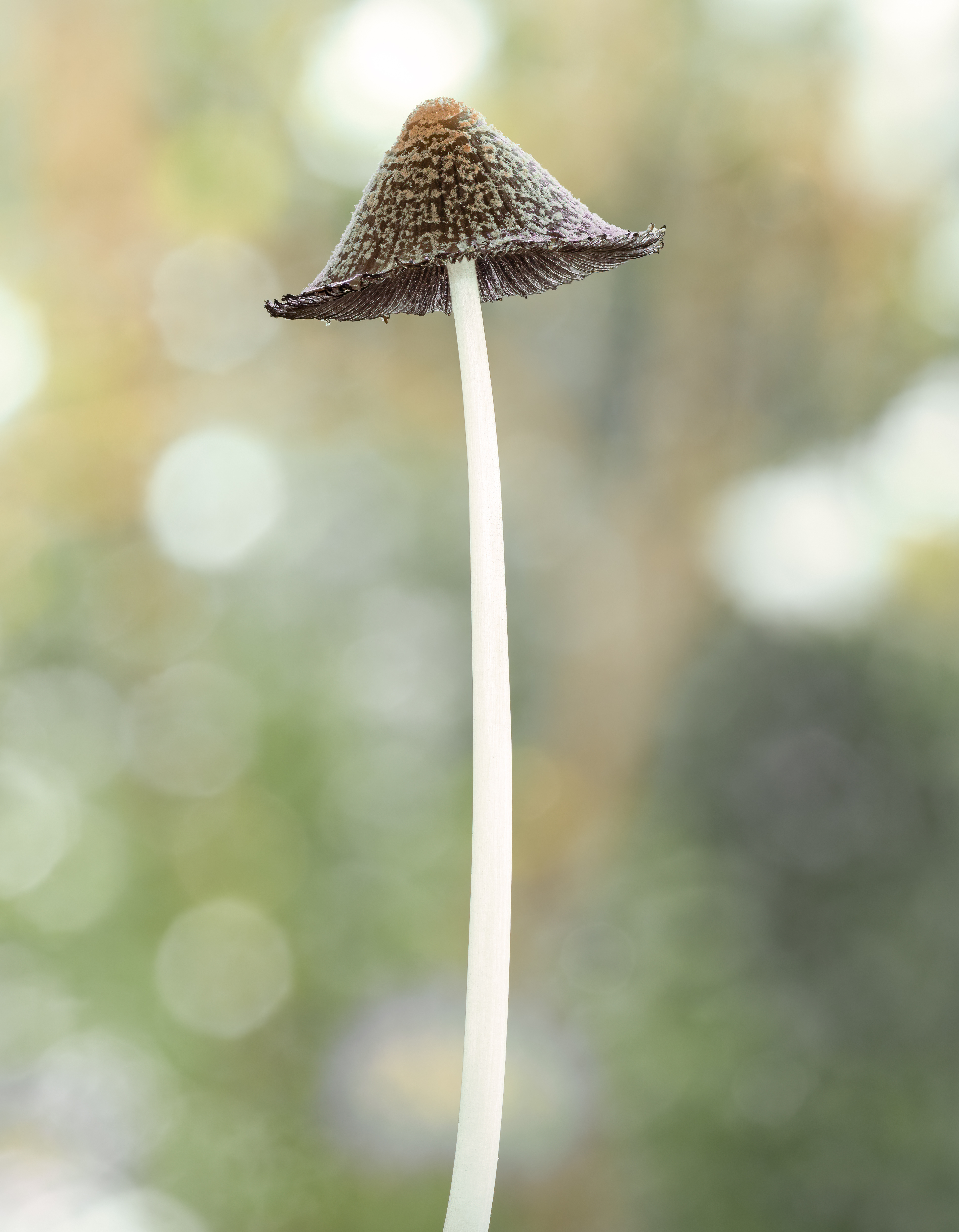
Coprinopsis lagopus. Mai 2022.

D'après la 10e édition de Dictionary of the Fungi (2007), ce genre est constitué des espèces suivantes :
- Coprinopsis acuminata
- Coprinopsis ammophilae
- Coprinopsis argentea
- Coprinopsis atramentaria - le coprin noir d'encre
- Coprinopsis bicornis
- Coprinopsis brunneofibrillosa
- Coprinopsis calospora
- Coprinopsis cinerea - le coprin cendré
- Coprinopsis cinereofloccosa
- Coprinopsis clastophylla
- Coprinopsis coniophora
- Coprinopsis cordispora
- Coprinopsis cothurnata
- Coprinopsis echinospora
- Coprinopsis episcopalis
- Coprinopsis erythrocephala
- Coprinopsis extinctoria[8]
- Coprinopsis fibrillosa
- Coprinopsis filamentifer
- Coprinopsis friesii
- Coprinopsis gonophylla
- Coprinopsis herinkii
- Coprinopsis insignis
- Coprinopsis jonesii
- Coprinopsis kimurae
- Coprinopsis krieglsteineri
- Coprinopsis kubickae
- Coprinopsis laanii
- Coprinopsis lagopides
- Coprinopsis lagopus var. lagopus
- Coprinopsis lagopus var. vacillans
- Coprinopsis marcescibilis
- Coprinopsis luteocephala
- Coprinopsis macrocephala
- Coprinopsis martinii
- Coprinopsis myceliocephala
- Coprinopsis narcotica
- Coprinopsis nivea
- Coprinopsis ochraceolanata
- Coprinopsis pachyderma
- Coprinopsis pachysperma
- Coprinopsis pannucioides
- Coprinopsis phaeospora
- Coprinopsis phlyctidospora
- Coprinopsis picacea - le coprin pie
- Coprinopsis pseudofriesii
- Coprinopsis pseudonivea
- Coprinopsis pseudoradiata
- Coprinopsis psychromorbida
- Coprinopsis radiata
- Coprinopsis radicans
- Coprinopsis romagnesiana
- Coprinopsis saccharomyces
- Coprinopsis sclerotiger
- Coprinopsis scobicola
- Coprinopsis semitalis
- Coprinopsis spelaiophila
- Coprinopsis spilospora
- Coprinopsis stangliana
- Coprinopsis stercorea
- Coprinopsis tectispora
- Coprinopsis tigrinella
- Coprinopsis trispora
- Coprinopsis tuberosa
- Coprinopsis urticicola
- Coprinopsis utrifer
- Coprinopsis vermiculifer
- Coprinopsis verticillata
- Coprinopsis xantholepis
- Coprinopsis xenobia